# Anna Handler
Anna Isabella Handler (Cagnes-sur-Mer, Francia; 16 de abril de 1996) es una directora de orquesta y pianista de concierto alemana. Fue becaria Dudamel de la Orquesta Filarmónica de Los Ángeles para la temporada 2023-2024. En septiembre de 2024, Handler comenzó, designada por Andris Nelsons, su mandato como directora asistente de la Orquesta Sinfónica de Boston (BSO), haciendo su debut con la BSO en Tanglewood en 2025.

## Biografía
Anna Handler nació de padre alemán y madre colombiana en Cagnes-sur-Mer, donde sus padres trabajaban como ingenieros. Creció en Munich, Alemania, junto con su hermana menor, con quien inicialmente formó un dúo musical.

### Educación
Estudió piano y dirección con Ingrid Fliter en la Accademia Pianistica di Imola, con Adrian Oetiker en la Universidad de Música y Artes Escénicas de Múnich, con Henri Sigfridsson en la Universidad de Artes Folkwang de Essen, con Nicolás Pasquet y Ekhart Wycik en la Universidad de Música Franz Liszt de Weimar, y con Pavel Gililov en la Musikakademie de Liechtenstein.
Handler se graduó de la Juilliard School en mayo de 2023, donde recibió la tutoría de David Robertson y fue la orgullosa receptora de la Beca Juilliard Kovner para estudiantes destacados de música clásica. Ella fue la primera directora que recibió este reconocimiento.

### Carrera profesional
Tras su debut en el Festival de Salzburgo en 2022 como directora musical del campamento de ópera Káťa Kabanová, Handler fue inmediatamente contratada nuevamente para dirigir nuevas producciones de L'enfant et les sortilèges (2023) de Ravel y Die Kluge (2024) de Carl Orff. Otros momentos destacados de 2023-2024 incluyen sus debuts con la Orquesta Filarmónica de Los Ángeles, la Orquesta de Minnesota, la Orquesta Sinfónica de Carolina del Norte, la Orquesta Filarmónica de la BBC, la Filarmónica de Grazer y la Orquesta de la Radio de Múnich.
La temporada 2022/2023 vio su debut con la Orquesta Sinfónica Alemana de Berlín, Sinfonieorchester Liechtenstein, la Orquesta Filarmónica de la UNAM (OFUNAM) en México y Mecklenburgische Staatskapelle en Schwerin.
Handler ha asistido a directores distinguidos como Kirill Petrenko, incluida la dirección de la Banda para la producción de ópera de concierto "Mazeppa" con la Orquesta Filarmónica de Berlín; Daniel Harding (Orquesta Sinfónica de la Radio de Baviera), Barbara Hannigan (LSO, Orquesta Filarmónica de Múnich); así como Manfred Honeck, Mei-Ann Chen y Simone Young. En la Bayerische Staatsoper, ayudó a Oksana Lyniv y asumió la dirección musical de la producción "Eva y Adán", estrenada en el marco del Festival de Ópera de Múnich de 2019.
Como fundadora y directora del conjunto Enigma Classica, Handler ha colaborado con solistas notables como Arabella Steinbacher, Daniel Müller-Schott, Sabine Meyer y su hermana, la violinista Laura Handler, con quien forma un exitoso dúo instrumental. Junto con su equipo de Enigma Classica, Handler presentó un proyecto interdisciplinario sobre educación musical, con animación de video generativo en tiempo real, en el Festival de Jóvenes Artistas de Bayreuth en agosto de 2022. Recibió el premio "Maria Ladenburger Förderpreis" en colaboración con WDR, la "Fundación Cusanuswerk" y Deutsche Grammophon. También ha recibido el premio "Rising Star Award" de la Fundación Cultural Europea Europamusicale.

## Grabaciones de vídeo
- Johann Strauss II: Die Fledermaus (Obertura), Johannes Brahms: Obertura trágica, Zoltán Kodály : Danzas de Galánta, Final. La Orquesta Juilliard, dirigida por Anna Handler. Alice Tully Hall, Nueva York 2022/2023. Video en YouTube.   (13:42 mín)
- Giuseppe Verdi : La fuerza del destino, Obertura. Allegra Festival & Academy, dirigido por Anna Handler, Bulgaria Hall, Sofía, 22 de julio de 2022. Video   (9:00 mín)
- Edvard Grieg : Sonata para violín n.º 3 en do menor, Op. 45. Anna Handler (piano), Laura Handler (violín). Siemensvilla, Berlín, 2021. Video   (15:53 mín)
- Antonín Dvořák : Silent Woods para violonchelo y orquesta, op. 68/5. Conjunto Enigma Classica, Anna Handler (piano), Laura Moinian (violonchelo). Múnich, 2021. Video   (6:01 mín)
- Johannes Brahms : Variaciones sobre un tema de Schumann, Op. 9. Anna Handler (piano). Siemensvilla Berlín, 2021. Video   (19:09 mín)
- Wolfgang Amadeus Mozart : Concierto para piano n.º 23, KV 488, 1.er movimiento (allegro). Conjunto Enigma Classica, Anna Handler (piano). Múnich, 2019. Video   (11:17 mín)
- Wolfgang Amadeus Mozart : Concierto para piano n.º 23, KV 488, 2º movimiento (adagio). Conjunto Enigma Classica, Anna Handler (piano). Múnich, 2019. Video   (5:52 mín)
- Wolfgang Amadeus Mozart : Concierto para piano n.º 23, KV 488, 3er movimiento (allegro). Conjunto Enigma Classica, Anna Handler (piano). Múnich, 2019. Video   (8:14 mín)

## Premios
- 2023: Beca Juilliard Kovner para estudiantes destacados de música clásica
- 2020: Galardón Maria-Ladenburger-Förderpreis en cooperación con WDR, la Fundación Cusanuswerk y Deutsche Grammophon[5]
- 2019: Premio “Rising Star” de la Fundación Cultural Europea Europamusicale [5]
- 2018: Ganador del premio del Concurso Internacional Hans von Bülow en la disciplina "Dirección desde el piano" [1]

## Recepción
Valérie Groß, de Deutsche Grammophon, durante su veredicto para el Premio Maria-Ladenburger de 2020, elogió la expresividad de su interpretación, particularmente de Mozart:
Lo más cautivador es la expresividad de su interpretación y su impresionante presencia, que la convierte en el centro natural de la acción que la convierte en el centro natural de la acción, ella vive "su" música.  "Su" música está elegida deliberadamente porque la hace totalmente suya. Estilísticamente, es absolutamente segura, como lo demuestran su personal cadencia en el concierto de Mozart y su segura dirección desde piano lo demuestran claramente.
Michael Bastian Weiß, del Abendzeitung München, señaló sus cualidades como directora de orquesta, sobre todo la comunicación que mantiene con la orquesta Ensemble Enigma Classica, que también fundó Handler. En su texto señala: " Cada sonrisa alentadora, cada mirada aguda, cada gesto estimulante provoca consecuencias inmediatamente audibles por parte de los excelentes jóvenes músicos, que prestan atención a su directora como si estuvieran hipnotizados."